# Bassouan
Bassouan est un village du département de Bagassi de la province des Balé dans la région de la Boucle du Mouhoun au Burkina Faso. En 2019, le dernier recensement général comptabilisait 744 habitants. 